# Lago di Landro
Il lago di Landro (Dürrensee in tedesco) si trova in fondo alla Val di Landro, in Alto Adige, nel comune di Dobbiaco a pochi chilometri a nord dal bivio, presso Carbonin, che si biforca verso il Lago di Misurina o Cimabanche, ad una distanza di circa venti chilometri da Cortina d'Ampezzo.
Presso il lago si possono ammirare le ripide pareti rocciose delle Dolomiti, nel territorio del Parco naturale Dolomiti di Sesto.
D'inverno per molti mesi il lago è ghiacciato. È abitualmente utilizzato per un anello per lo sci di fondo che costituisce una interessante variante della pista ciclabile Dobbiaco-Cortina.
Sulle sponde del lago si trova un cippo con una ruota, posto a ricordo della teleferica che dal lago portava rifornimenti alle postazioni sul monte Piana durante la prima guerra mondiale.

## Galleria d'immagini

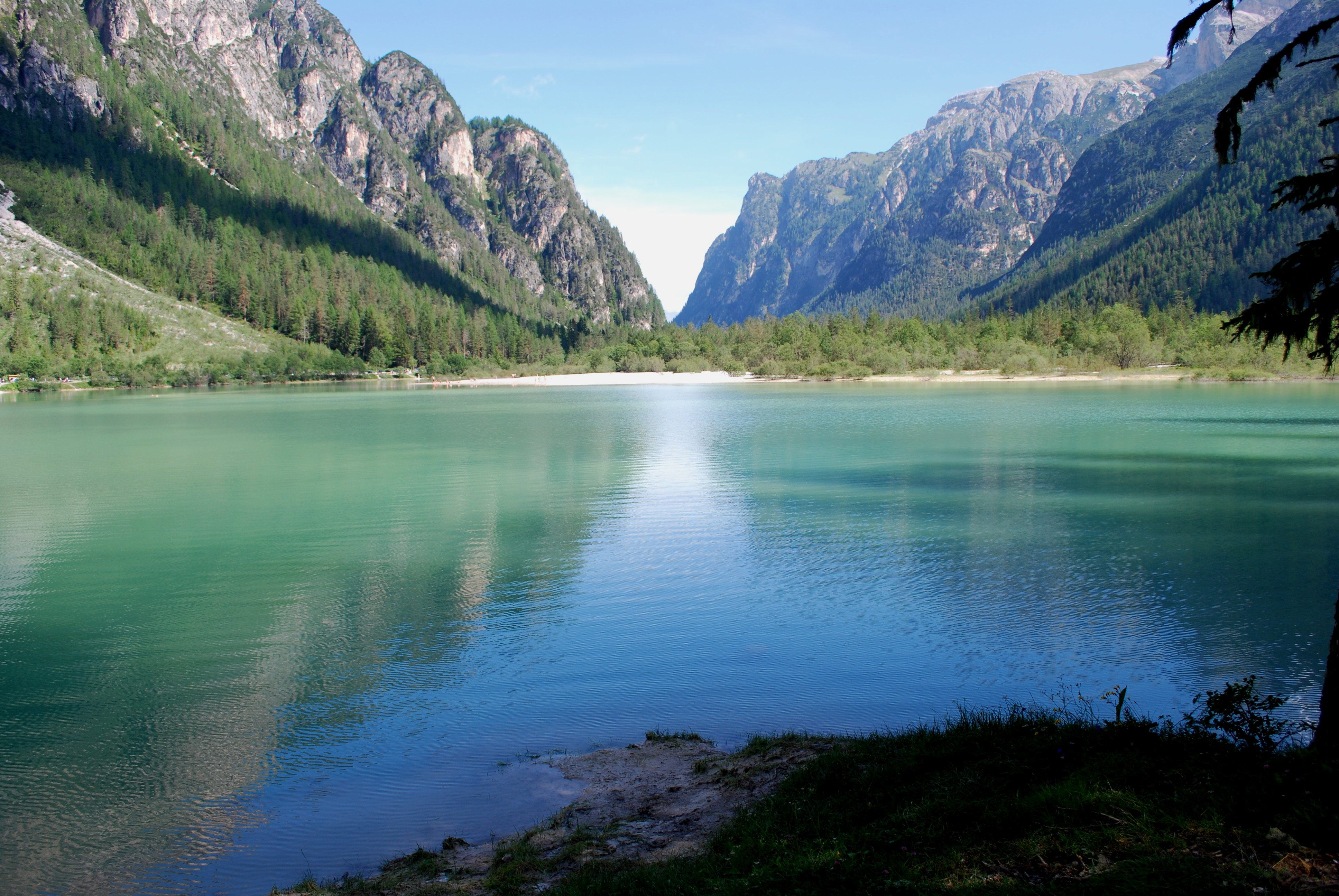
Vista del lago verso nord
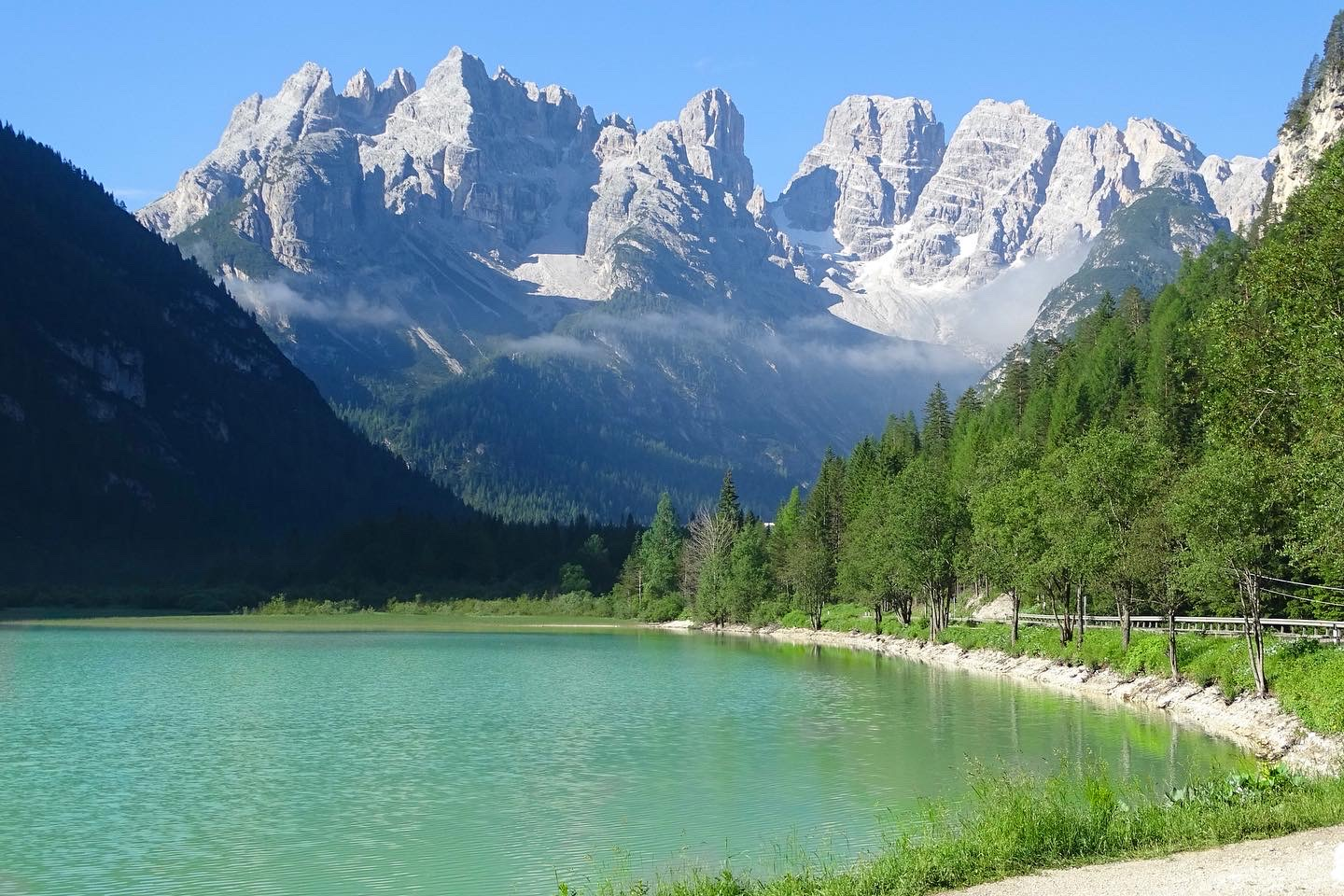
Vista del lago verso sud
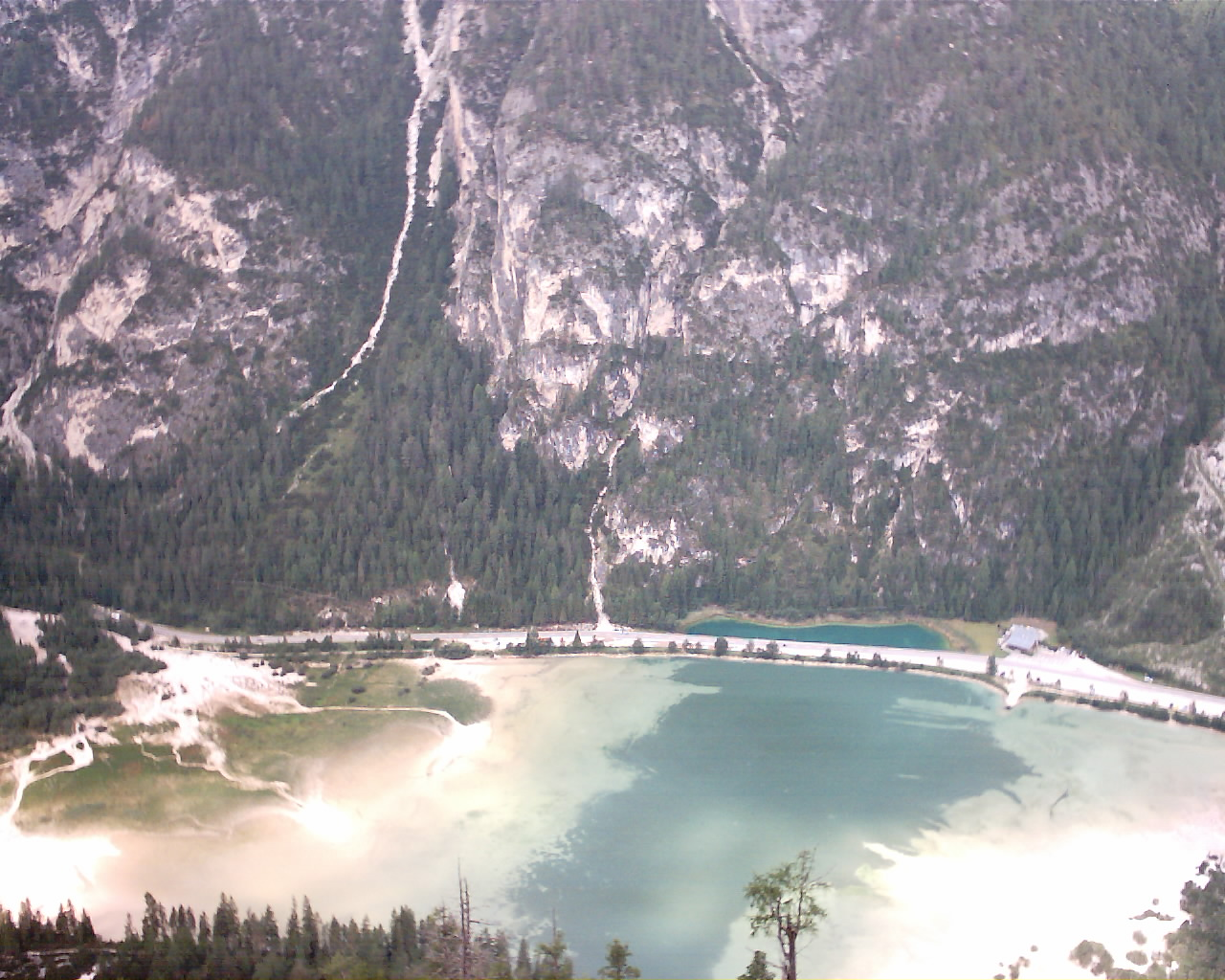
Il lago visto dal monte Piana